# 280 هـ
280 هـ هي سنة في التقويم الهجري امتدت مقابلةً في التقويم الميلادي بين سنتي 893 و894.

## مواليد
- ابن السني
- حمزة الأصفهاني
- يحيى بن عدي

## وفيات
- أحمد بن عمر الاغلبي
- الخليع الاصغر
- ابن طيفور
- عثمان بن سعيد الدارمي
- حرب بن إسماعيل الكرماني